# Chair Entertainment
Chair Entertainment (stylisé ChAIR) est un développeur de jeux vidéo américain basé à Salt Lake City, Utah. 
La société a été acquise par Epic Games en 2008.

## Histoire
Chair Entertainment a été formé en 2005 par Donald Mustard et Geremy Mustard, Ryan Holmes, et d'autres membres clés de l'équipe de conception principale d'Advent Rising, Bert Lewis, Orlando Barrowes, Nathan Trewartha, Cameron Dayton et Jared Trulock. Peu de temps après, Chair a concédé les droits littéraires de sa propriété Empire à l'auteur à succès Orson Scott Card. Le roman Empire a été publié par Tor Books et a fait ses débuts en tant que best-seller du New York Times en novembre 2006. La carte a depuis publié la suite littéraire Hidden Empire et s'est engagée à écrire des romans supplémentaires pour la série. Le président a également obtenu une option avec Joel Silver et Warner Bros. pour le film Empire, qui est actuellement en développement. De plus, le président a conservé les droits de produire de futurs jeux vidéo et bandes dessinées sur la base de sa propriété Empire. 
Chair a commencé la production de son premier jeu Xbox Live Arcade, Undertow, à l'automne 2006. Sorti le 21 novembre 2007, Undertow est un jeu de tir d'action rapide qui se déroule entièrement sous l'eau. À sa sortie, Undertow a remporté de nombreux prix E3 et Editor's Choice et a été nommé Jeu d'arcade Xbox Live de l'année par le magazine officiel Xbox. 
Le 29 janvier 2008, le président a annoncé qu'il avait acquis les droits interactifs du roman Ender's Game d'Orson Scott Card avec l'intention d'adapter le roman le plus vendu en tant que jeu vidéo distribué numériquementpour toutes les plateformes téléchargeables viables. En mai 2008, Chair Entertainment a été acquis par Epic Games. Le 19 août 2009, Chair a sorti son deuxième jeu, Shadow Complex, exclusivement pour Xbox Live Arcade. Le jeu a été publié par Microsoft Game Studios et a remporté plus de 45 jeux de l'année et 35 prix E3 et Editors Choice. Le jeu a été publié avec des critiques positives, avec un score de 88 sur 100 sur Metacritic.com en date du 10 juillet 2010. Shadow Complex comportait une histoire écrite par le célèbre auteur de bandes dessinées Peter David et se déroulait dans l'univers de Chair's Empire.
Le 1er septembre 2010, le prochain titre du président, nommé "Project Sword", a été annoncé lors de l'Apple Fall Event 2010. Le jeu, Infinity Blade, un titre de combat à l'épée jouable sur iPhone, iPod Touch et iPad, est sorti en décembre 2010 et est le premier jeu sur les appareils mobiles Apple propulsé par Unreal Engine 3. Il utilise le nouveau service de jeux en ligne GameCenter d'Apple. Une démo technologique pour UE3, intitulée Epic Citadel, a été publiée sur iTunes le même jour en téléchargement gratuit (bien qu'elle ait été créée par Epic Games, pas par Chair).
En octobre 2010, Chair a déménagé de Provo (Utah) à Salt Lake City (Utah). Chair a déménagé dans son studio actuel dans le sud de la Jordanie, dans l'Utah en 2013.
Le 14 décembre 2010, Chair Entertainment a confirmé dans une interview qu'il avait cessé le développement de la version de jeu vidéo d'Ender's Game en faveur d'une concentration continue sur le développement de ses propres propriétés intellectuelles originales. 
Lors de l'Apple Fall Event 2011, Infinity Blade II a été annoncé, avec de nouvelles fonctionnalités et visuels qui ont profité de la prochaine génération de matériel iOS (l'iPad 2 et l'iPhone 4S). Le jeu est sorti le 1er décembre 2011.
Le 5 janvier 2012, Epic Games a annoncé que la franchise Infinity Blade avait généré plus de 23 millions de dollars de revenus. 
En août 2013, Chair a sorti la suite littéraire Infinity Blade: Redemption, également écrite par Brandon Sanderson.
Lors de la conférence Apple iPhone 5S du 11 septembre 2013, Infinity Blade III, prétendument le dernier jeu Infinity Blade de la série, a été annoncé par Donald Mustard et Geremy Mustard, qui ont pris la scène pour fournir une démo en direct. Infinity Blade III afait ses débuts au n° 1 sur l'App Store le 18 septembre 2013. Le jeu comportait les débuts exclusifs de la chanson originale "Monster" inspirée d'Infinity Blade du groupe de rock alternatif primé Imagine Dragons.
Fin 2015, Chair a publié une version remasterisée de Shadow Complex pour PC Windows avec une sortie PlayStation 4 et Xbox One annoncée pour début 2016. 
Le 11 novembre 2015, Donald Mustard et le réalisateur JJ Abrams ont publié une vidéo annonçant une collaboration entre ChAIR et Bad Robot pour développer une nouvelle propriété de jeu vidéo nommée Spyjinx,.
Au début de 2016, Donald Mustard a assumé le rôle de directeur créatif mondial pour Epic Games, supervisant la conception et le développement créatif du portefeuille complet de jeux vidéo d'Epic. 

## Jeux Développés
- Undertow (2007)
- Shadow Complex (2009)
- Infinity Blade (2010)
- Infinity Blade II (2011)
- Vote!!! Le jeu (2012)
- Infinity Blade III (2013)
- Battle Breakers (2018)
- Spyjinx (à déterminer)

## Livres
- The Empire Duet par Orson Scott Card
  - Empire
  - Hidden Empire
- Série Infinity Blade par Brandon Sanderson
  - Infinity Blade: Awakening
  - Infinity Blade: Redemption